# Чунцін Лянцзян Атлетік
«Чунцін Лянцзян Атлетік» (кит.: 重慶兩江競技) — колишній китайський футбольний клуб із Чунціна. Виступав у Суперлізі. Домашні матчі приймав на Олімпійському спортивному центрі Чунціна, потужністю 58 680 глядачів.

## Історія
Заснований у 1994 році як «Цяньвей Ухань». У сезоні 1995 року клуб взяв участь у Другій лізі Китаю (3 дивізіон) і посів четверте місце, чого вистачило для виходу до другого дивізіону. Там команду під своє фінансування взяла компанія Huandao Group, що базується на Хайнані, через що клуб змінив назву на «Цяньвей Хуаньдао». Зі значними інвестиціями в команду клуб виграв Першу лігу 1996 року і вийшов до вищого дивізіону.
Для виступів у елітному дивізіоні клуб переїхав з Уханя до сусіднього міста Чунцін і закріпився у вищій лізі. 2000 року клуб за 55,8 млн юанів перейшов у власність компанії Lifan Group, через що знову змінив назву, цього разу на «Чунцін Ліфань». Того ж року команда здобула свій перший трофей — Кубок Китаю. Цей результат дозволив команді зіграти в Кубку володарів кубків Азії з футболу, де «Чунцін Ліфань» програв у півфіналі південнокорейській команді «Чонбук Хьонде Моторс», а у грі за третє місце поступився в серії пенальті катарському « Аль-Садду».
У сезоні 2003 року «Чунцин Ліфань» призначив хорвата Милоша Хрстича своїм новим тренером, однак його призначення було катастрофою, і клуб посів 13 місце та мав вилетіти. Оскільки власники відчайдушно намагались залишитися у вищому дивізіоні, вони придбали інший клуб «Юньнань Хунта», що призвело до об'єднання клубів і «Чунцин Ліфань» таким чином отримав можливість зіграти у дебютному сезоні Суперліги. Там команда двічі поспіль посідала останнє місце (12 і 14 відповідно), але завдяки розширенню ліги обидва рази врятувалась від вильоту. Лише після того як клуб втретє поспіль став останнім у 2006 році, він понизився у класі.
Посівши 2 місце у Першій лізі сезону 2008 «Чунцін Ліфань» повернувся до еліти на наступний сезон. До 2011 року клуб виступав у Суперлізі Китаю, але за підсумками сезону 2010 року посів передостаннє, 15-те місце та знову залишив Суперлігу. Цього разу для повернення клубу знадобилось 4 сезони, після чого з сезону 2015 він став стабільно виступати у Суперлізі.
На початку 2021 року клуб поміняв назву на «Чунцін Лянцзян Атлетік», керуючись вимогою Китайської Футбольної асоціації, яка наказала прибрати всі імена спонсорів з назв клубів.
24 травня 2022 року клуб був ліквідований.

### Назви клубу
- 1994 Цяньвей (Вангард) Ухань (前卫武汉)
- 1995 ФК Цяньвей (Вангард) (前卫俱乐部)
- 1996—1998 Цяньвей (Вангард) Хуаньдао (前卫寰岛)
- 1999—2000 Чунцін Лунсінь (重庆隆鑫)
- 2000—2002 Чунцін Ліфань (重庆力帆)
- 2003 Чунцін Ліфань Сінганьцзюе (重庆力帆新感觉)
- 2004 Чунцін Ціче (重庆奇伡)
- 2005—2008 Чунцін Ліфань (重庆力帆)
- 2009 Чунцін Шисянь Тайбай (重庆诗仙太白)
- 2010—2016 Чунцін Ліфань (重庆力帆)
- 2017—2020: Чунцін Дандай Ліфань (重庆当代力帆)
- 2021–: Чунцін Лянцзян Атлетік (重庆两江竞技)

Логотип «Чунцін Ліфань»
Логотип ФК «Чунцін Дандай Ліфань» (2017—2020)

## Досягнення
- Ліга Цзя-Б / Перша ліга:
  -  Чемпіон (2): 1996, 20146

- Кубок Китайської Футбольної Асоціації:
  -  Володар (1): 2000

- Суперкубок Китайської Футбольної Асоціації:
  -  Фіналіст (1): 2000